# Folattransporter 1
Der Folattransporter 1 (auch: Reduced Folate-Carrier, Abk. RFC) ist das Protein, das die Ein- und Ausschleusung reduzierter Folsäure-Derivate in und aus Wirbeltier-Zellen erleichtert. Es handelt sich also um ein Transportprotein. Im Menschen kommt RFC in allen Gewebetypen vor, besonders aber in Plazenta und Leber.
RFC ist neben dem protonengekoppelten Folattransporter (der nur Folsäure transportiert) das Haupttransportprotein für Folsäurederivate. Außerdem ist RFC der Haupttransporter für Folsäure-Antagonisten wie Methotrexat. Varianten des Proteins durch Mutationen des SLC19A1-Gens können zu Antifolat-Resistenz oder Stoffwechselstörungen führen. Die Funktionsweise von RFC ist gut untersucht, wenn auch die Struktur noch nicht vollständig bekannt ist.
Der katalysierte Membrantransport:
Folat-Derivat (außen) + Anion (innen)  {\displaystyle \rightleftharpoons }  Folat-Derivat (innen) + Anion (außen)
Es handelt sich also um einen Antiport. Es ist bekannt, dass Thiaminpyrophosphat (TPP) als Anion fungieren kann.
Bei Folatmangel wird die Produktion von RFC zunächst hochgefahren, bei schwerem Mangel aber wieder gedrosselt, um ein Ausströmen aus der Zelle zu verhindern. Chronischer Alkoholismus führt zu verringerter Expression von RFC in Nierenzellen und damit zu verringerter Wiederaufnahme ausgeschiedener Folsäure, woraus sich erniedrigte Folat-Plasmagehalte bei diesen Kranken erklären.